# Colegiata de Santa María del Mercado (Berlanga de Duero)

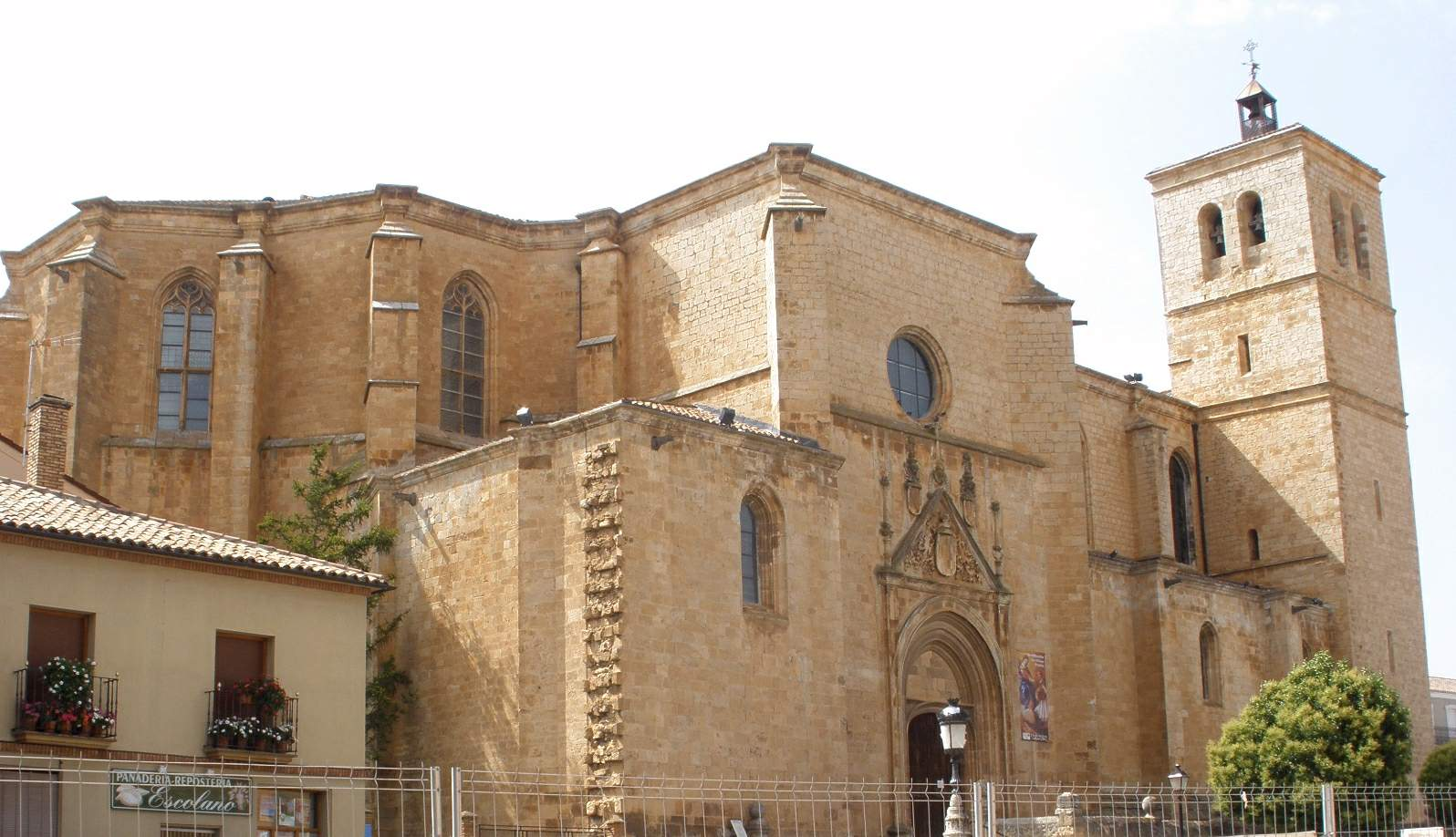
Berlanga de Duero – Kollegiatkirche Santa María del Mercado

Die Kollegiatkirche Colegiata de Santa María del Mercado in der Kleinstadt Berlanga de Duero in der Provinz Soria gehört zu den bedeutendsten Kirchenbauten Spaniens im 16. Jahrhundert.

## Geschichte
Im Jahr 1492 wurde Don Bernardino Fernández de Velasco von den Katholischen Königen mit dem Titel „Herzog von Frías“ ausgezeichnet. Nach seinem Tode im Jahr 1512 ging die Herzogswürde auf seinen Bruder Íñigo Fernández de Velasco y Mendoza (1455–1528) über, der bereits im Jahre 1480 mit María de Tovar y Vivero, der letzten Erbin des Hauses Tovar die Ehe eingegangen war. Beide hatten Berlanga als herzoglichen Familiensitz gewählt. Als erste große Baumaßnahme wurde eine mächtige spätmittelalterliche Burg auf einem Hügel nahe dem Ort errichtet und mit einer imposanten Mauer umgeben. Als jedoch von äußeren Mächten keine Gefahr mehr ausging und Verteidigungsaspekte keine Rolle mehr spielten, ließen sie zu Füßen der Burg einen herzoglichen Palast in den Stilformen der Renaissance erbauen. Nachdem bereits im Jahre 1513 die päpstliche Erlaubnis erteilt worden war, die bestehende kleine Kirche Santa María del Mercado zu einer Kollegiatkirche auszubauen, ließ das im Jahr 1529 von Karl V. zu spanischen Granden erhobene Markgrafenpaar als letztes Zeugnis seines baulichen Engagements in Berlanga in den Jahren 1526–1530 unter der Leitung des Architekten Juan de Rasines die alte Kirche abreißen und als repräsentative Kollegiatkirche komplett neu errichten.

## Architektur

### Äußeres
Von außen beeindruckt die Kirche durch ihre schiere Größe, aufgrund derer sie noch heute die gedrungenen Häuser des Ortes bei weitem überragt. Besondere Schmuckelemente fehlen jedoch – selbst das ins nördliche Querschiff führende Portal mit seiner Mischung aus spätgotischem Portalgewände (ohne Kapitelle und ohne figürlichen oder vegetabilischen Schmuck im Tympanonfeld) und Renaissanceformen im Dreiecksgiebel ist – trotz seines Wappenschmucks – eher schlicht gehalten. Ursprünglich waren für die Kirche wahrscheinlich zwei Westtürme vorgesehen, was für Spanien eher ungewöhnlich wäre – doch nur noch der Turm in der Nordwestecke wurde gebaut.

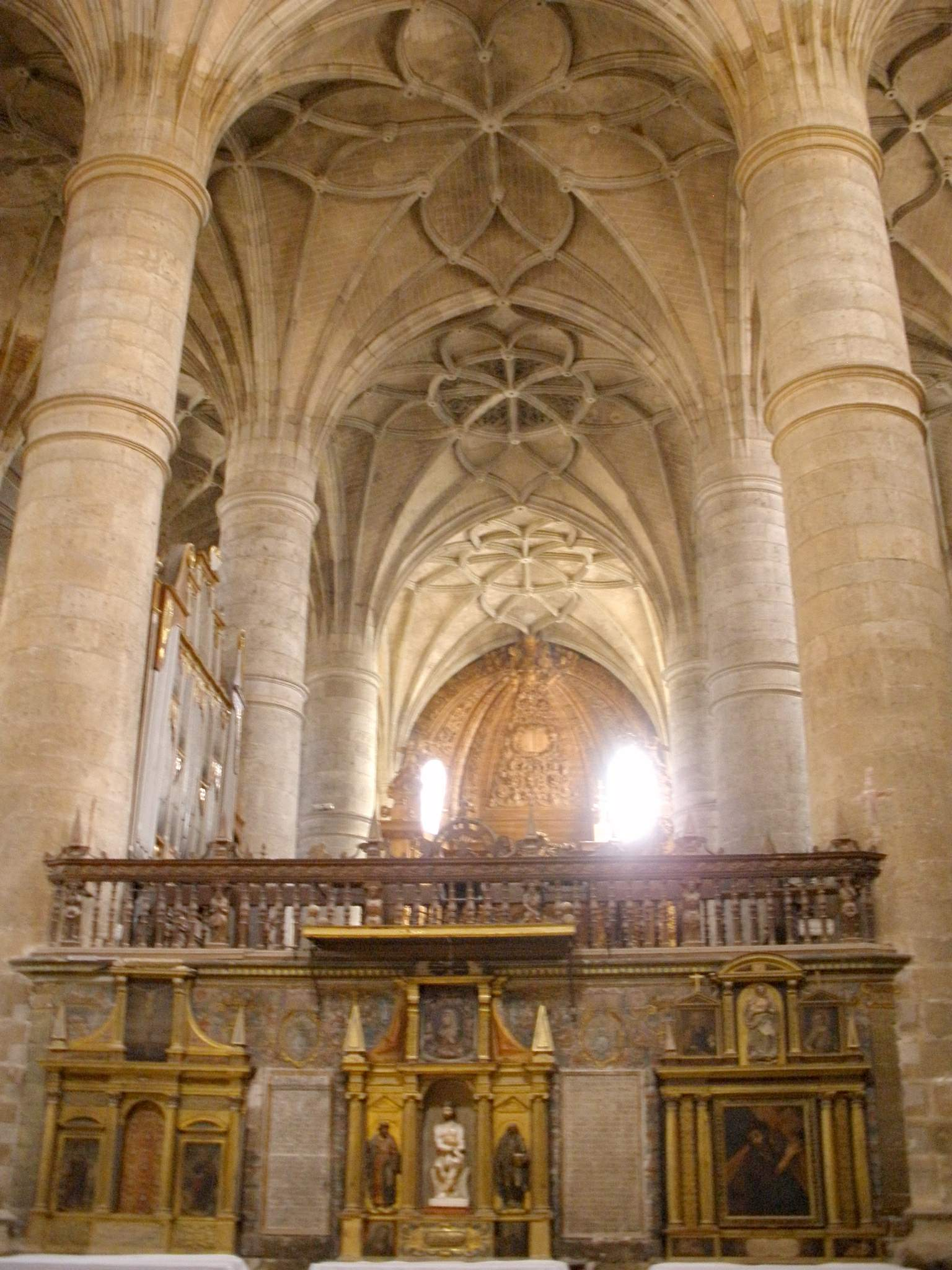
Coro und Sterngewölbe im Langhaus

### Inneres
Der dreischiffige Innenraum überrascht durch seine Höhe und seine lichte Weite, die jedoch durch einen nachträglich eingebauten Binnenchor (coro) verstellt ist – ein Element, dass in vielen bedeutenden Kathedral- und Kollegiatkirchen Spaniens (z. B. in der Kathedrale von Sevilla) anzutreffen ist. Mit seinem im Innern befindlichen Chorgestühl diente er den Chorherren als – nach außen weitgehend abgeschotteter – Bereich für ihre Gebete und Gesänge. Die Westseite des Coro ist ebenfalls geschlossen – eine Schauwand mit drei altarähnlichen Einbauten zeigt Szenen aus der Passion Christi.
Aus den mächtigen, nur durch Schaftringe gegliederten, und kapitelllosen Rundpfeilern wachsen oben die profilierten Rippen des außergewöhnlich dekorativ gestalteten Sterngewölbes heraus, dessen Muster in den verschiedenen Jochen weitgehend gleich bleibt, so dass die Einheitlichkeit des Raumes unterstrichen wird. Die Gewölbe im Mittelschiff und in den Seitenschiffen sind gleich hoch, was dem architektonischen Typus einer Hallenkirche entspricht. Rechts und links der Seitenschiffe finden sich jeweils drei Seitenkapellen mit Altären, die unter der Fürsorge der Chorherren und ihrer Familien standen.

## Ausstattung
Zur Kirchenausstattung gehören in erster Linie zwei Barockretabel in der Mittel- und in der Nordapsis, die in der ursprünglichen Planung nicht berücksichtigt waren. Das Hauptretabel beeindruckt vor allem durch seine mächtigen gedrehten Säulen, die ein Bild mit der Himmelfahrt Mariens rahmen. In einem gläsernen Schaukasten davor befindet sich die spätromanische Madonnenfigur der Nuestra Señora de Mercado. Der kleinere Altar in der Nordapsis ist im churrigueresken Stil gehalten – tragende Elemente wie Säulen und Pfeiler werden durch wiederholte Einschübe statisch bzw. konstruktiv verunklärt, wodurch sich jedoch reizvolle dekorative Effekte ergeben. Das Mittelfeld zeigt einen Kruzifixus vor einem gemalten Stadthintergrund; darunter liegt der Gekreuzigte in einem gläsernen Sarg – im Giebelfeld darüber befinden sich die Leidenswerkzeuge Christi. In einer Seitenkapelle steht ein geripptes spätromanisches Taufbecken, das vielleicht noch aus der alten Kirche stammt.

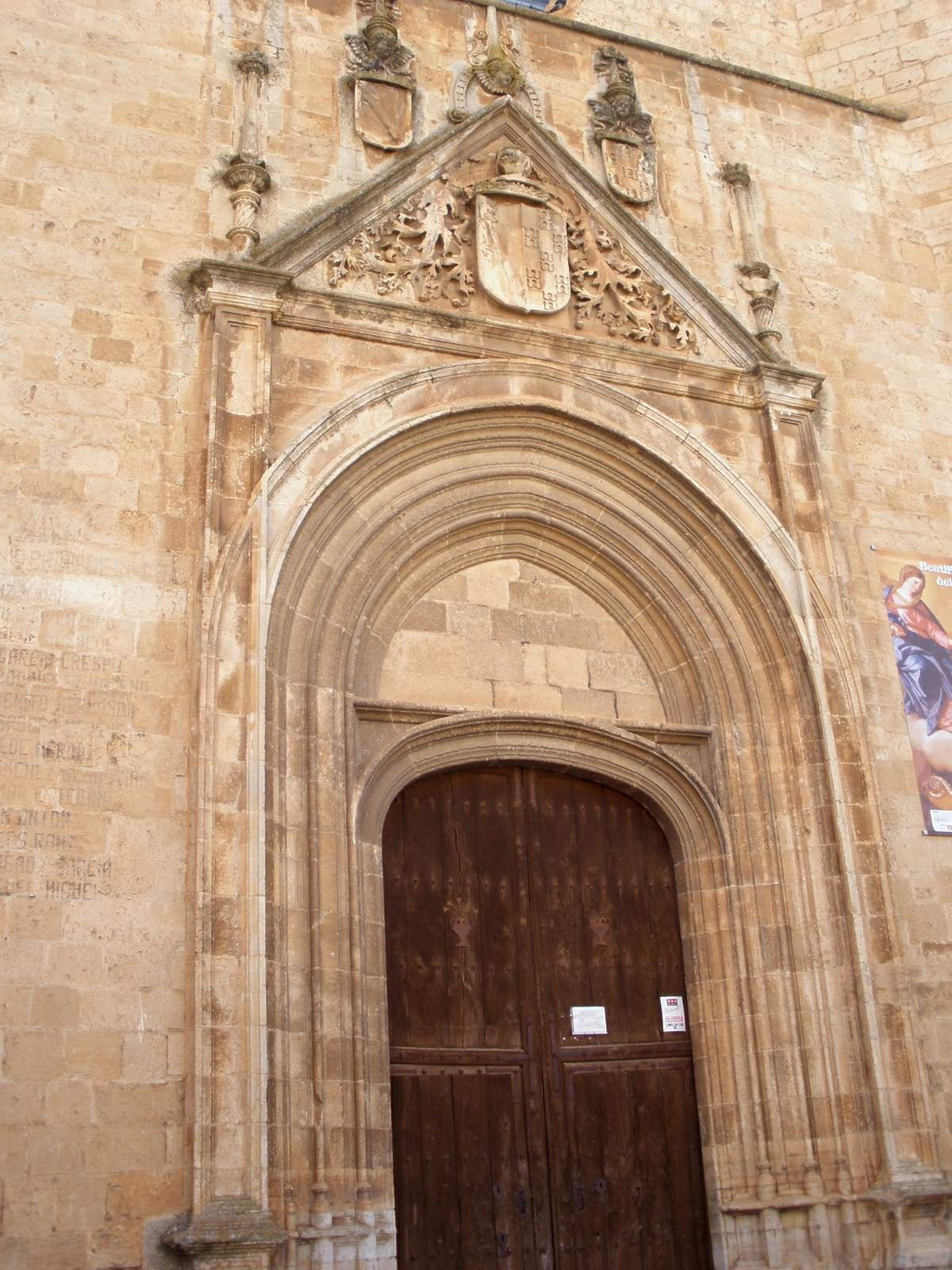
Portal auf der Nordseite
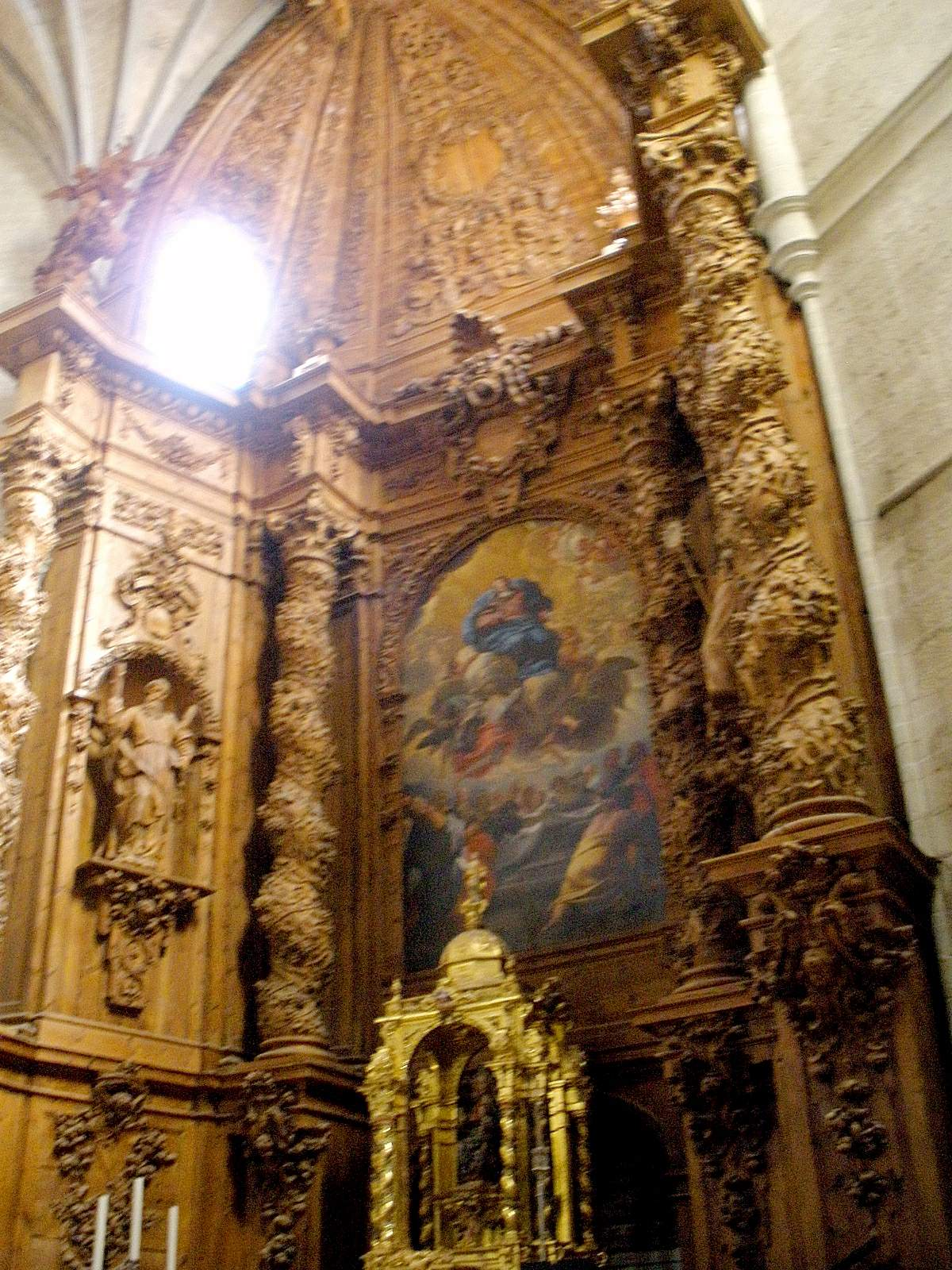
Mariä Himmelfahrts-Retabel mit gedrehten (salomonischen) Säulen
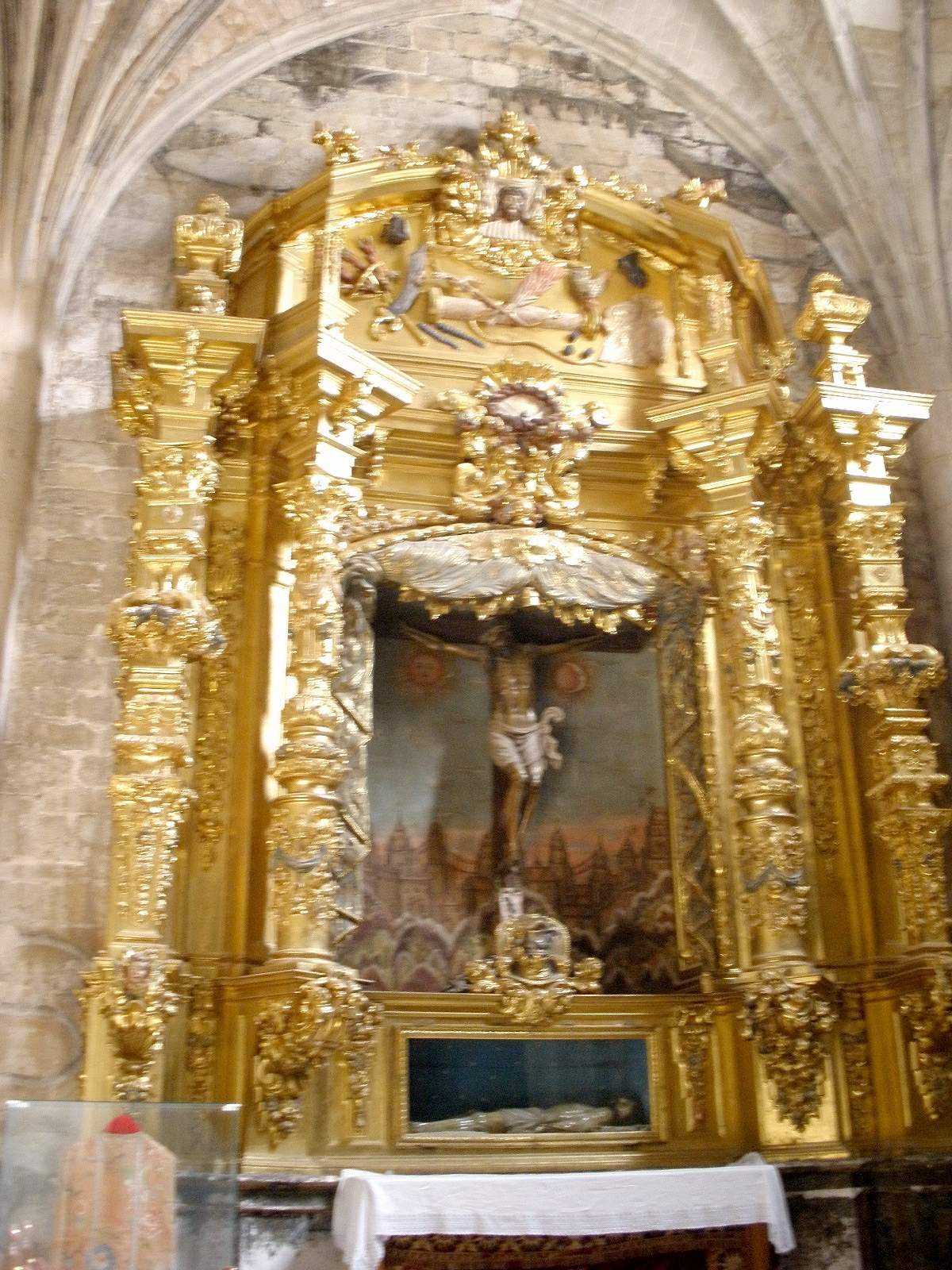
Kreuzigungsretabel im churrigueresken Stil
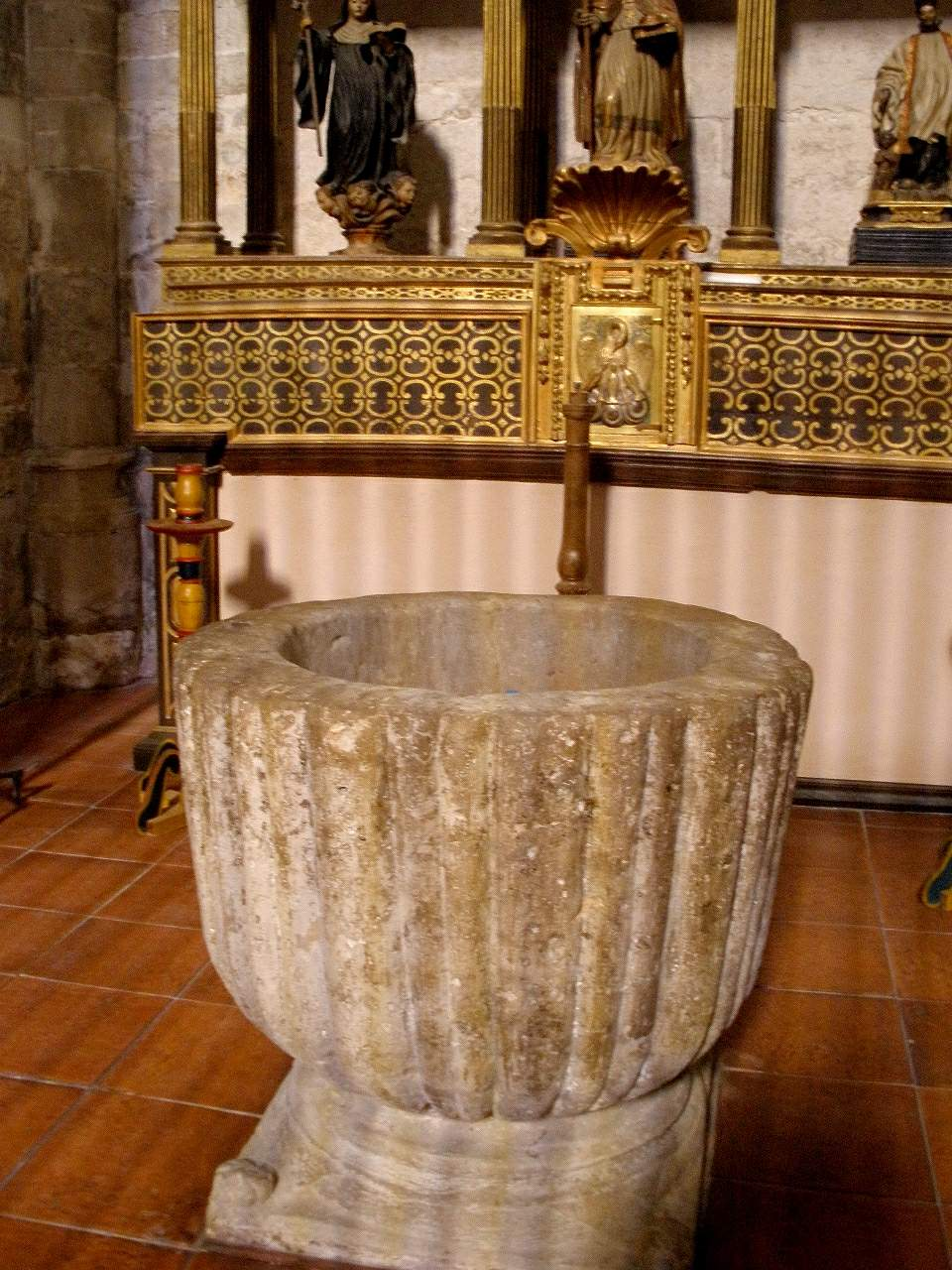
Spätromanisches Taufbecken
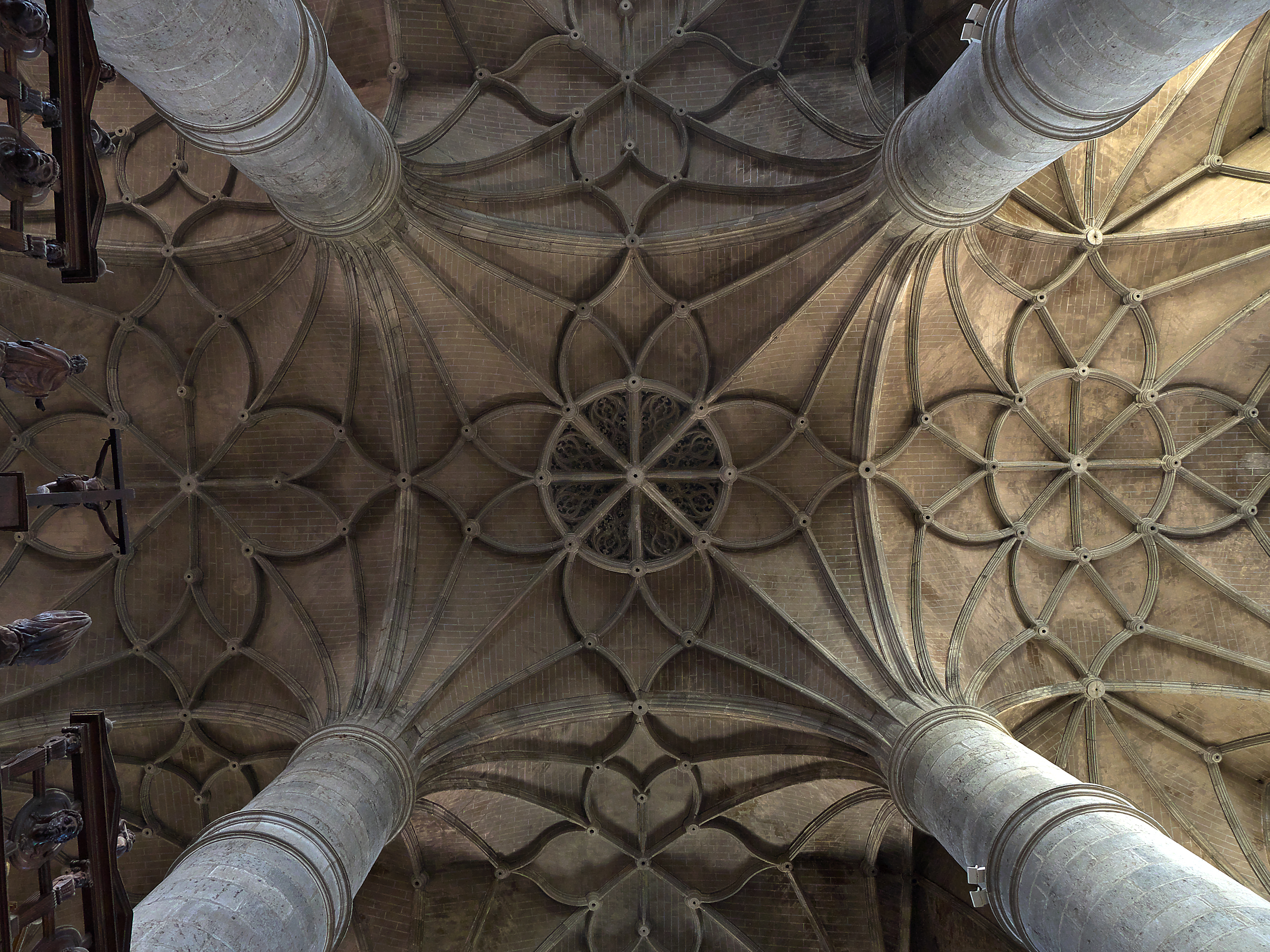
Gewölbe